# Annaphila hennei
Annaphila hennei är en fjärilsart som beskrevs av Frederick H. Rindge och Smith 1952. Annaphila hennei ingår i släktet Annaphila och familjen nattflyn. Inga underarter finns listade i Catalogue of Life.